# Abarth 500C
El Abarth 595 C es la versión descapotable del Abarth 595.
El modelo se presenta en dos tonos bicolores; carrocería blanca y techo negro o en dos tonos de gris.

## En detalle

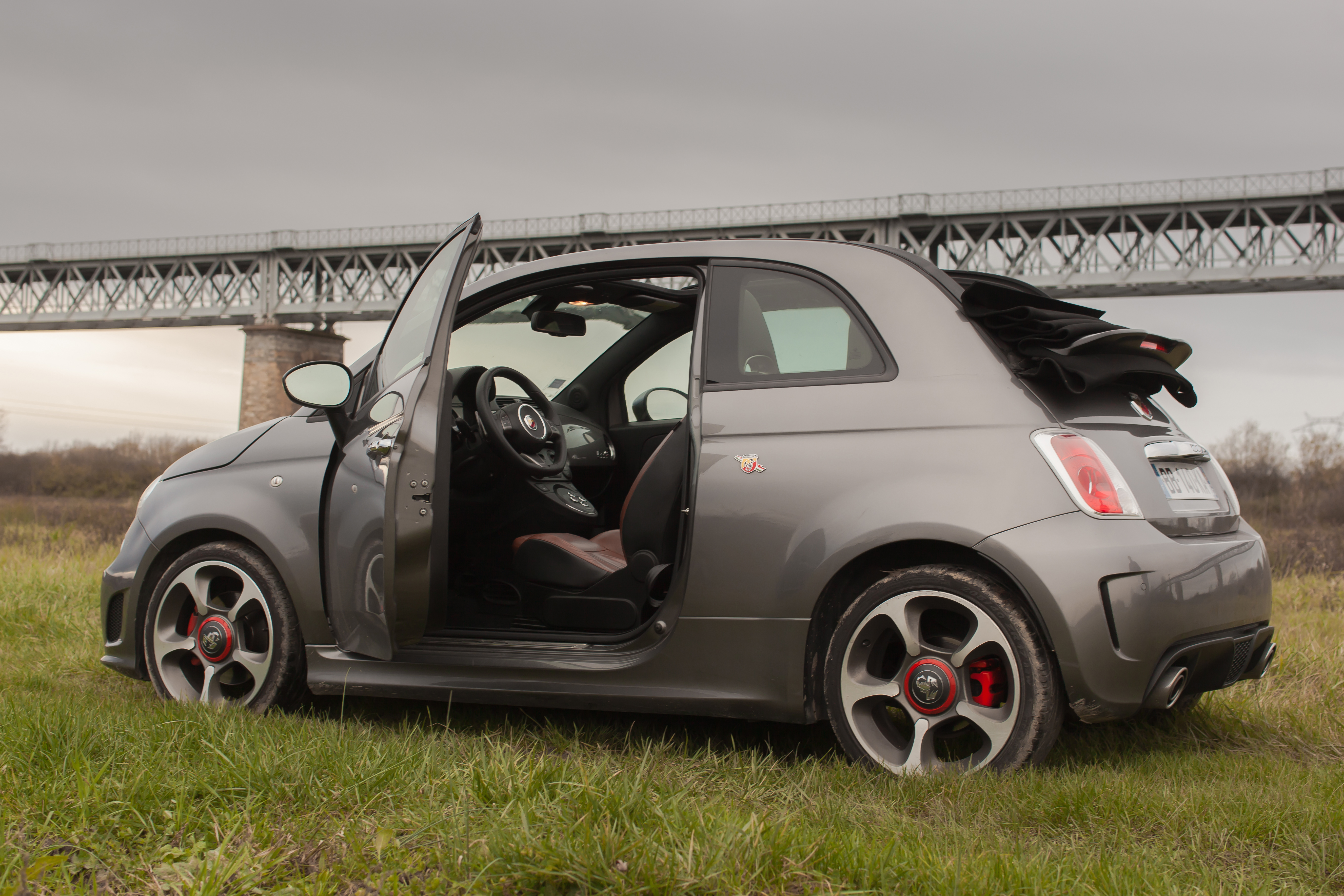
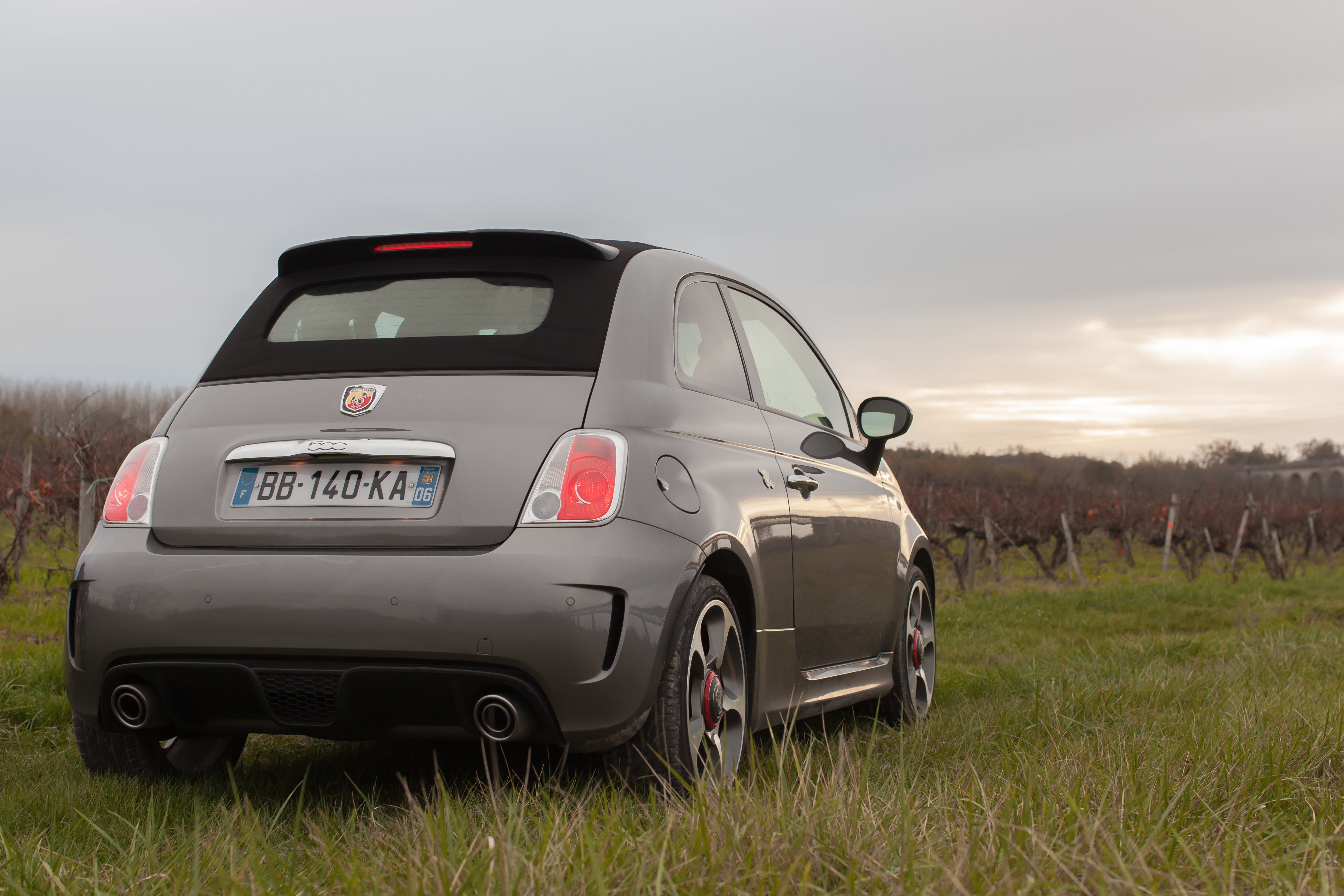

Cuenta con una caja de cambios de 6 velocidades y un sistema de cambio electrónico incorporado al volante por medio de unas clavijas llamado TCU (Transmission Control Unit).
- Motor Multi Jet de 1.368cc con turbocompresor IHI RHF3-P
- Potencia: 140 CV
- Aceleración 0-100 en 8,1 seg.
- Par máximo 206 Nm a 2.000 rpm
- Consumo 6,1 l/100Km
- Velocidada máxima de 205 km/h
- Suspensión delantera independiente Mac Pherson con barra estabilizadora
- Suspensión trasera con Eje de torsión
- Llantas de aleación de aluminio de 16” (serie) o 17” (opcional)
- Frenos; Disco de freno tanto adelante como detrás.

A todos los modelos se le puede incorporar un kit llamado "Kit assetto" que influye en la estabilidad del coche o un kit llamado "Kit esseesse" compuesto por varias piezas para el motor con las que aumentar la potencia del mismo.
El coche lleva varios dispositivos de seguridad pasiva y activa: sistema “overboot” que influye en la centralita o la presión del turbo cuando está activada la función “Sport”.7 airbargs, los frenos ABS con sistema EBD (Electronic Brake Distribution), Electonic Stability Program (ESP), Anti Slip Regulation (ASR), Hill Holder, Hydraulic Brake Assistance, Torque Transfer Control y el dispositivo Gear Shitf Indicator que sugiere al conductor el momento en que habría que cambiar de marcha.

## Publicidad

### Hecho de puro músculo
En julio de 2013 y bajo el eslogan "Made of Pure Muscle" el Abarth 500C fue protagonista de un llamativo anuncio para el número de la revista norteamericana ESPN Magazine cuya temática giraba en torno a cuerpos de deportistas al desnudo. En el anuncio, ideado por la agencia de publicidad Richards Group, el fotógrafo RJ Muna y el artista Craig Tracy utilizaron los cuerpos desnudos de más de una docena de deportistas para, utilizando pintura corporal, recrear la imagen de un Abarth 500C.

## Fábricas
Toluca México